# Serenade (Neil Diamond)
Serenade è il nono album discografico in studio del cantautore statunitense Neil Diamond, pubblicato nel 1974.

## Tracce
Lato 1
Testi e musiche di Neil Diamond.
1. I've Been This Way Before – 3:45
2. Rosemary's Wine – 2:41
3. Lady Magdelene – 6:58
4. The Last Picasso – 4:24

Lato 2
Testi e musiche di Neil Diamond.
1. Longfellow Serenade – 4:24
2. Yes I Will – 3:50
3. Reggae Strut – 3:47
4. The Gift of Song – 2:22

## Classifiche
- Billboard 200 - #3[2]